# Toyota Auris

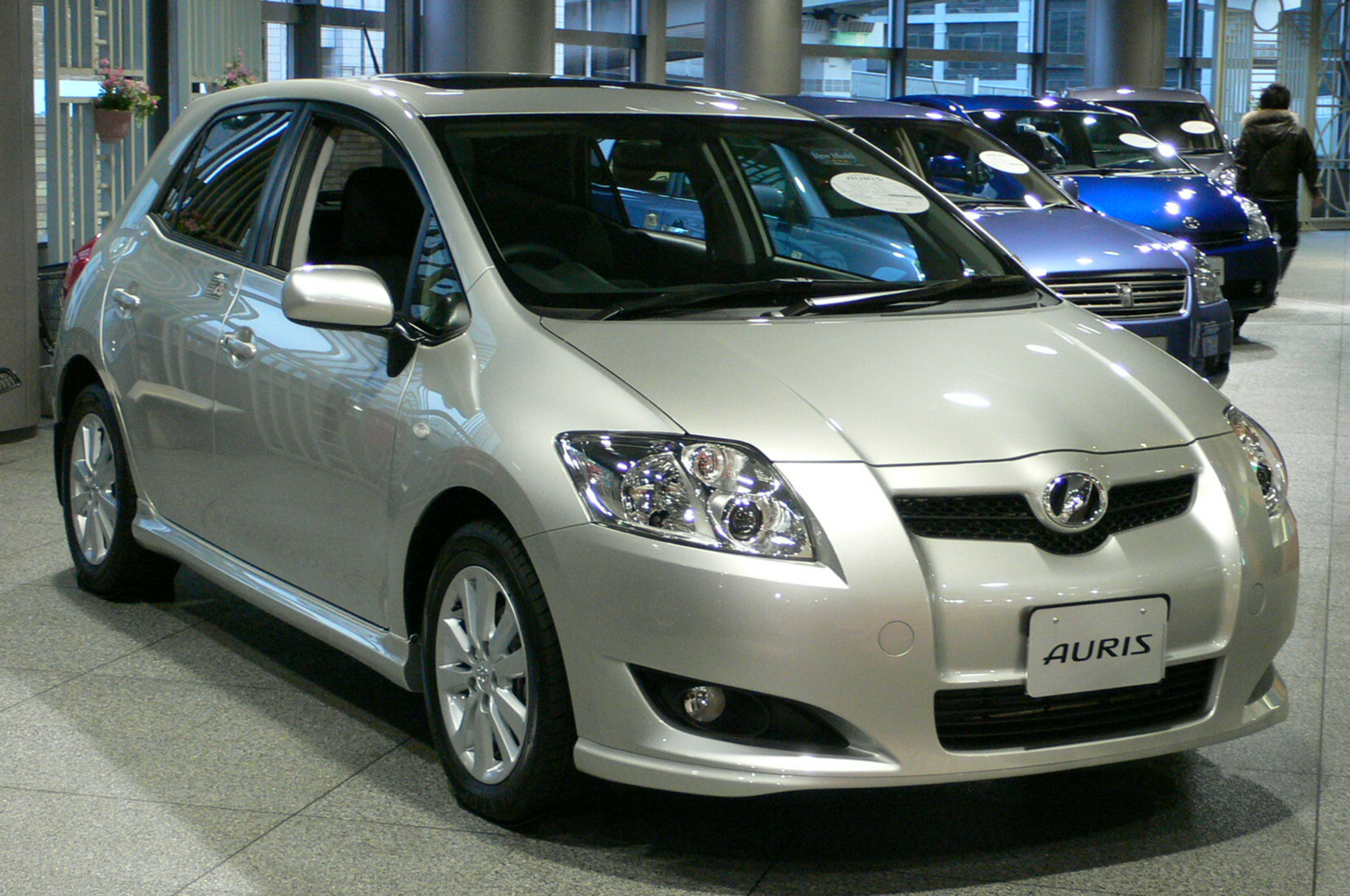
Toyota Auris nipó del 2006

El Toyota Auris és un cotxe de tipus compacte fabricat per Toyota. Substitueix el Toyota Corolla a Europa i el seu disseny ha tingut en compte els gustos europeus; certament, la carrosseria de l'Auris va ser presentada en el prototip denominat Concept C del 2002 que va elaborar-se al centre de disseny ED2 de Niça, França.
El nom d'Auris és una paraula d'origen llatí, aurum, que significa "or".

## Informació general

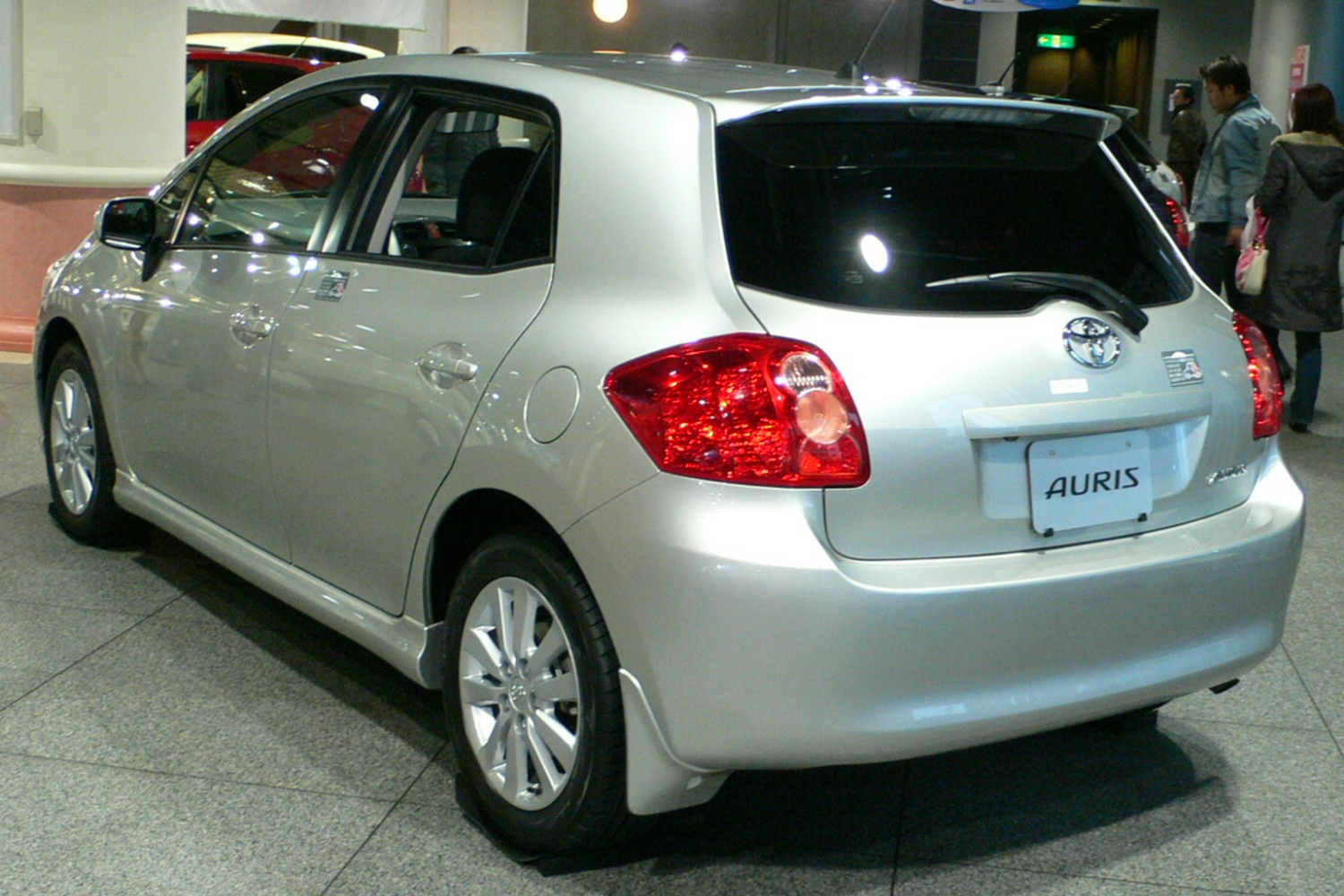
Toyota Auris del 2006

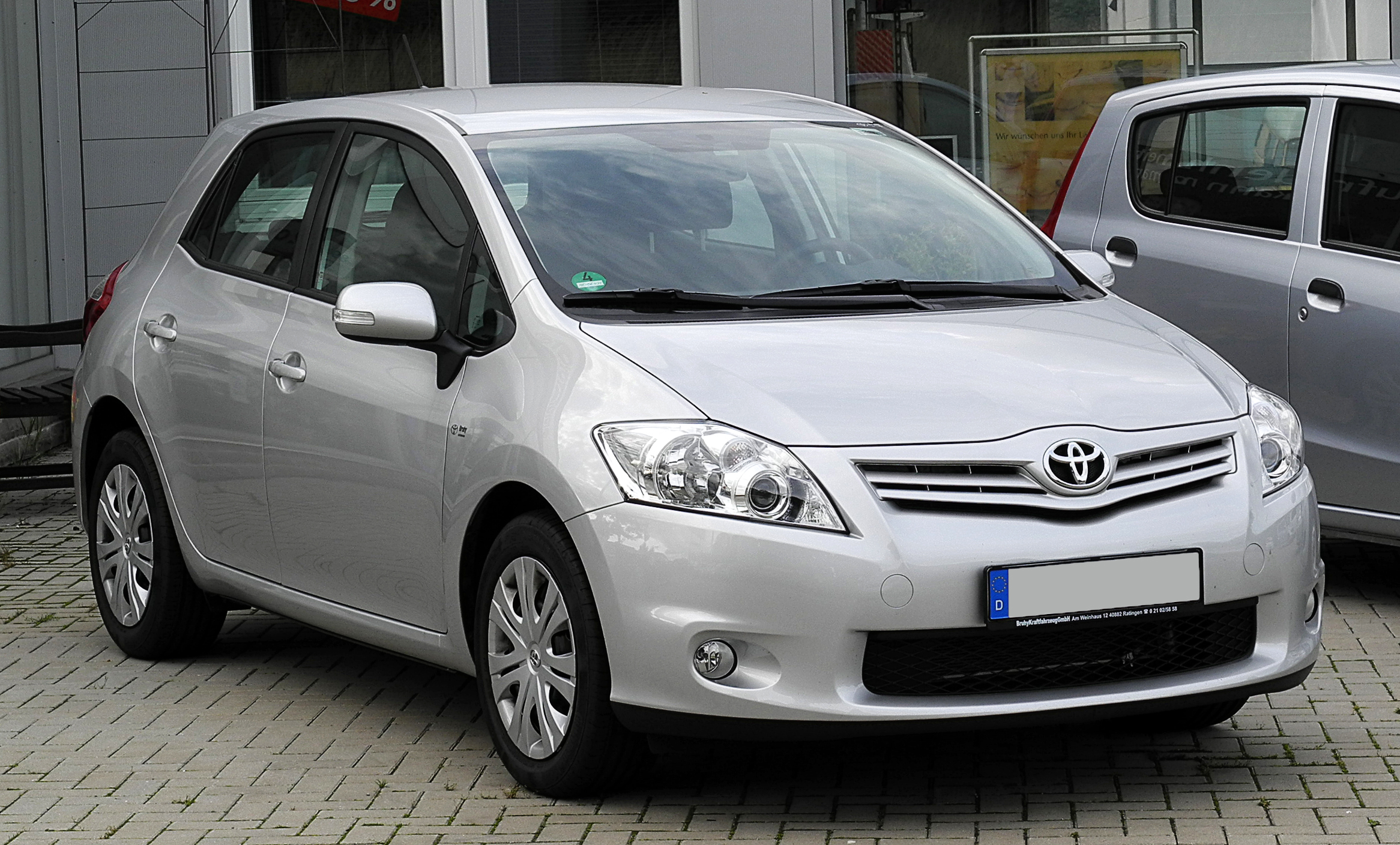
Toyota Auris del 2010

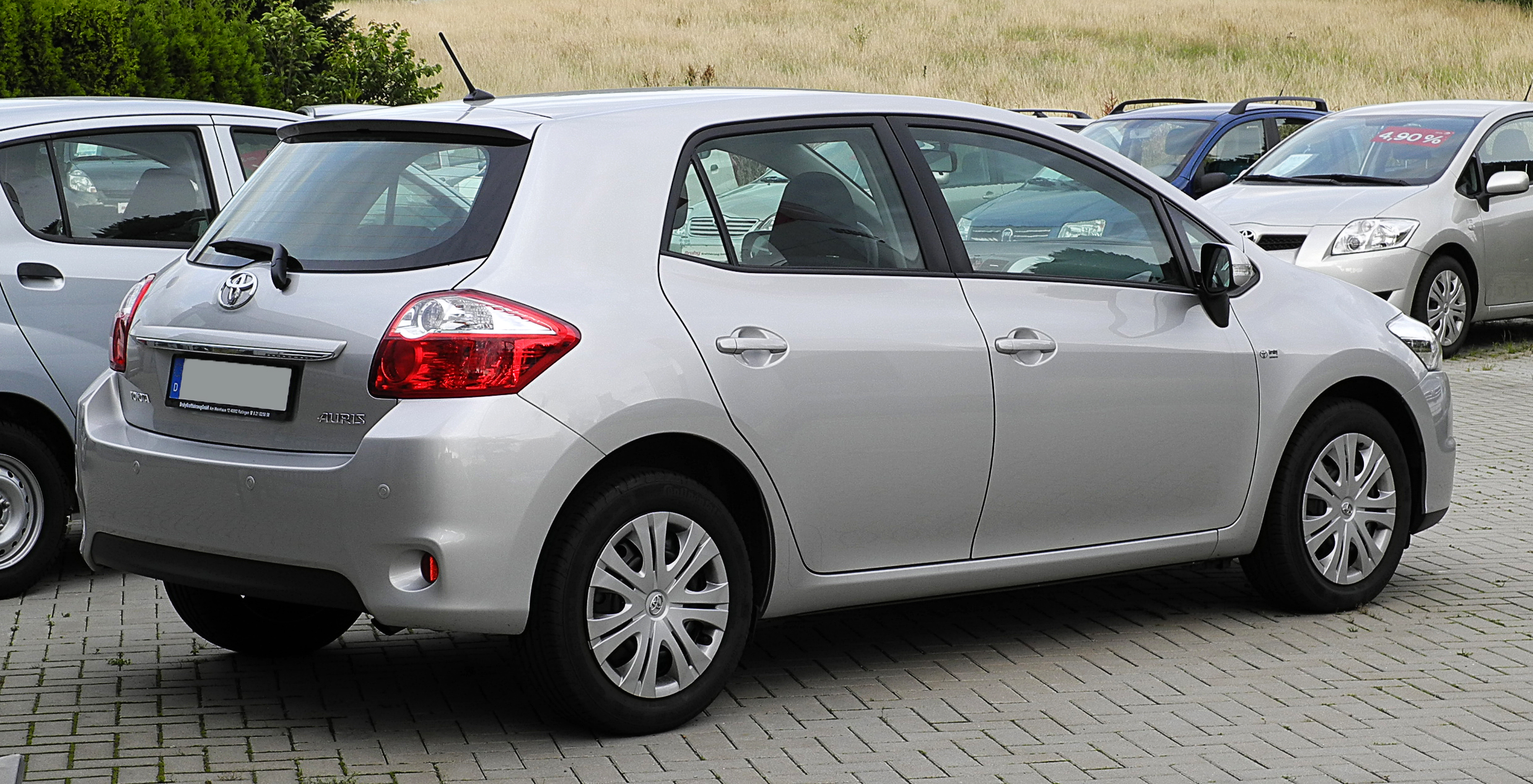
Toyota Auris del 2010

Exteriorment, té un aspecte que recorda al Toyota Yaris o al Toyota Aygo, sobretot en el disseny dels fars i del frontal del cotxe. Tot i ser un cotxe relativament alt, té una bona aerodinàmica, ja que el coeficient de penetració és de 0,29 Cx.
La carrosseria és de tipus hatchback i pot elegir-se en 3 i 5 portes. Les mides respecte del Toyota Corolla augmenten en 5 cm de longitud, 5 cm d'amplada i 5 cm d'alçada.
Mides de l'Auris:
Batalla (Wheelbase): 2,600 m
Llargada (Length): 4,220 m
Amplada (Width): 1,760 m
Alçada (Height): 1,515 m
Pes (Curb weight): 1220–1470 kg
Capacitat del dipòsit: 55 l
Capacitat del portaequipatges: 354 cm3
Els paquets d'equipament són un Auris, Luna, Sol i Sport, aquest últim, restringit al 2.2 D-4D. En caixes de canvi, l'Auris disposa de 5 velocitats manual i manual pilotat multimode (MM) amb lleves al volant per canviar de marxa, i una manual de 6 velocitats.
Rivals del Toyota Auris són el Hyundai i30, Kia Cee'd, Mazda 3, Ford Focus, Honda Civic i Volskwagen Golf entre d'altres.

## Motors
| Any             | Motor                      | Potència | Torsió  | Consum | Emissions (CO₂/NOx) |
| --------------- | -------------------------- | -------- | ------- | ------ | ------------------- |
| 2006-actualitat | 1.4 L VVT-i 4ZZ-FE I4      | 95 hp    | 130 N·m | 6,9 l  | 163 / 0.01 g/km     |
| 2006-actualitat | 1.6 L Dual VVT-i 1ZR-FE I4 | 124 hp   | 157 N·m | 7,1 l  | 166 / 0.03 g/km     |
| 2006-actualitat | 1.4 L D-4D 1ND-TV I4       | 90 hp    | 190 N·m | 5,0 l  | 132 / 0.20 g/km     |
| 2006-actualitat | 2.0 L D-4D 1AD-FTV I4      | 126 hp   | 300 N·m | 5,4 l  | 144 / 0.19 g/km     |
| 2006-actualitat | 2.2 L D-4D 2AD-FHV I4      | 177 hp   | 400 N·m | 6,2 l  | 164 / 0.08 g/km     |
| 2010-actualitat | 1.8 L Híbrid 2ZR-FXEI4     | 136 hp   | 142 N.m | 3,8 l  | 89 / 0,007 g/km     |

Consum combinat (l/100 km). Emissions de CO2 i NOx (g/km)

## Auris Híbrid
Durant l'any 2010 ha arribat al mercat europeu la versió híbrida de l'Auris, procedent de la fàbrica de Burnaston, a Anglaterra. El conjunt de motors i bateries és idèntic al del Toyota Prius, amb consums i prestacions molt semblants. El preu és, però, entre un 10 i un 20% inferior.
L'any 2010 es varen vendre 15.237 Auris Híbrid a Europa, i 32.725 el 2011.

## Seguretat
El Toyota Auris ha obtingut 5 estrelles en el test de xoc frontal, 4 en protecció de menors i 3 estrelles en protecció als vianants de l'EURONCAP .
Tots els Auris equipen el VSC, control d'estabilitat electrònic de sèrie i 9 airbags.